# Старокриушанское сельское поселение
Старокриу́шанское се́льское поселе́ние — муниципальное образование в Петропавловском районе Воронежской области Российской Федерации.
Административный центр — село Старая Криуша.

## История
Статус и границы сельского поселения установлены Законом Воронежской области от 15 октября 2004 года № 63-ОЗ «Об установлении границ, наделении соответствующим статусом, определении административных центров отдельных муниципальных образований Воронежской области».

## Население
| 2010  | 2012  | 2013  | 2014  | 2015  | 2016  | 2017  |
| ----- | ----- | ----- | ----- | ----- | ----- | ----- |
| 2629  | ↘2530 | ↘2479 | ↘2411 | ↘2323 | ↘2278 | ↘2261 |
| 2018  |       |       |       |       |       |       |
| ↘2218 |       |       |       |       |       |       |

## Состав сельского поселения
| № | Населённый пункт                                  | Тип населённого пункта       | Население |
| - | ------------------------------------------------- | ---------------------------- | --------- |
| 1 | Берёзовый                                         | хутор                        | 0         |
| 2 | Посёлок 1-го отделения совхоза «Старокриушанский» | посёлок                      | 11        |
| 3 | Посёлок совхоза «Труд»                            | посёлок                      | 74        |
| 4 | Старая Криуша                                     | село, административный центр | ↘2544     |